# معادلة إرنست
في الرياضيات، معادلة إرنست (بالإنجليزية: Ernst equation)‏ هي معادلة تفاضيلية جزئية غير خطية سميت على اسم عالم الفيزياء الأمريكي فريدرك إرنست.

## المعادلة
{\displaystyle \displaystyle \Re (u)(u_{rr}+u_{r}/r+u_{zz})=(u_{r})^{2}+(u_{z})^{2}.}

### استخدامها
تستخدم المعادلة في إنتاج الحل الدقيق لمعادلات أينشتاين للمجال في النسبية العامة.